# Pethe Ferenc

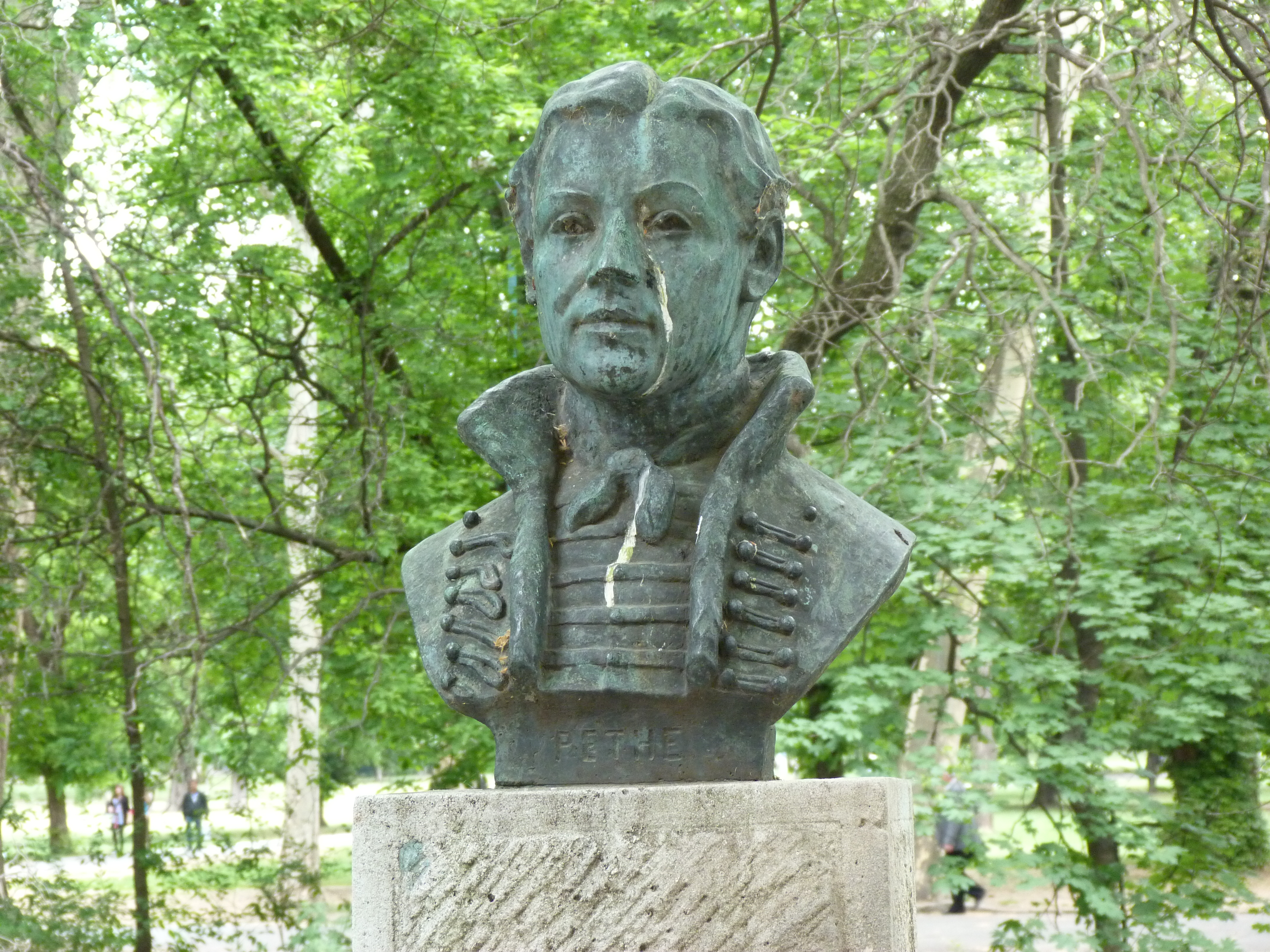
Szobra a Városligetben (Vastagh László alkotása)

Pethe Ferenc (Bűdszentmihály, 1763. március 30. – Szilágysomlyó, 1832. február 22.) újságíró, gazdasági szakíró, az első magyar gazdasági szaklap szerkesztője.

## Élete, munkássága
1763. március 30-án született Büdszentmihályon, szülei elszegényedett földművesek.
18 éves korában kezdett a Debreceni Református Kollégiumban tanulni. Az iskola elvégzése után a kollégium támogatásával 1788-ban Utrechtbe utazott tanulmányútra, majd a következő 8 évben beutazta egész Nyugat-Európát, ahol a nyomdászságot is kitanulta. Járt többek között Angliában, Franciaországban, Olaszországban, Svájcban és Poroszországban, de a legtöbb időt Hollandiában töltötte, ahol meg is házasodott. Utrechtben három éven keresztül javította, majd 1795-ben saját költségén kiadta a Károli Bibliát.
1796-tól Bécsben az 1794-től kiadott első magyar nyelvű gazdasági lap, a Vizsgálódó Magyar Gazda szerkesztője, kiadója, de 1797-re csődbe ment a lap.
1797-től 1801-ig a keszthelyi Georgikon egyik szervezője, tanára, majd vezetője.
1801 és 1814 között az Esterházy család szolgálatában állt, illetve különböző területeken földet bérelt és gazdálkodott. Az Esterházyak támogatták szakírói tevékenységét is. Ebben az időszakban jelent meg a Pallérozott mezei gazdaság 3 kötete és a  Mathesis 2 kötete.
1814-től Bécsben, 1816-tól Pesten jelentette meg lapját, a Nemzeti Gazdát, de 1818-ban ennek a lapnak a kiadását sem tudta tovább finanszírozni. A lap célja elsősorban a mezei gazdálkodás, ezen belül a belterjesség, a takarmánytermesztés, főként a kukoricatermesztés, a talajművelés és a növényápolás korszerű eredményeinek az elterjesztése volt. A gazdasági válság következtében azonban javaslatai nem találtak kedvező fogadtatásra.
1818-tól újra földet bérelt, gazdálkodott és üzleti vállalkozásokból élt. Többek között a budai Vár alatt is vásárolt területet és ott szőlőt telepített.
1827-ben Kolozsváron megindította az első erdélyi politikai lapot, a Hazai Híradót, amit 1828-tól Erdélyi Híradó címmel jelentetett meg. A tudományos élet fellendítéséért harcolt, társadalmi, gazdasági reformokat sürgetett. 1831 őszén az újságot eladta, ő maga pedig Szilágysomlyóra költözött. Néhány hónappal később, életének 70. évében, 1832. február 22-én itt is halt meg.
Természethistóriájáért elsőnek részesült Marczibányi-díjban.

## Művei
- Ungarische Grammatik. Nach den Grundsatzen Johann Farkas ganz umgearbeitet. Wien, 1798
- Pallérozott mezei gazdaság. I. darab. Sopron, 1805., II. darab. Pozsony, 1908., III. darab. Pécs. 1814
- Mathesis. Bécs, 1812. I-II. köt.
- Pestis ragadvány ellen oltalom. Németből magyarra fordította P. F. Bécs, 1814
- Természethistória és mesterségtudomány. Bécs, 1815
  - Természethistória és mesterségtudomány. Első rész, I. kötet. Az állatokról / a' tanítók' és tanulók' szükségekre 's az ebben gyönyörködők' hasznokra kész. Kisszántói Pethe Ferentz; hasonmás kiad.; Kossuth, Bp., 2008 (Értékőrző könyvtár)
- A földmívelési kímia gyökere egymásból fojó leczkékben. Ánglusból fordította, s jegyzéssel bővítette. Bécs, 1815
- Időpróféta vagy időváltozást jövendölő pókok. Pest, 1816
- Baromorvos könyv. Kolozsvár, 1827
- Budai szőllőm ültetése módja. Kolozsvár, 1827
- Európai mértékár. Kolozsvár, 1829–1830

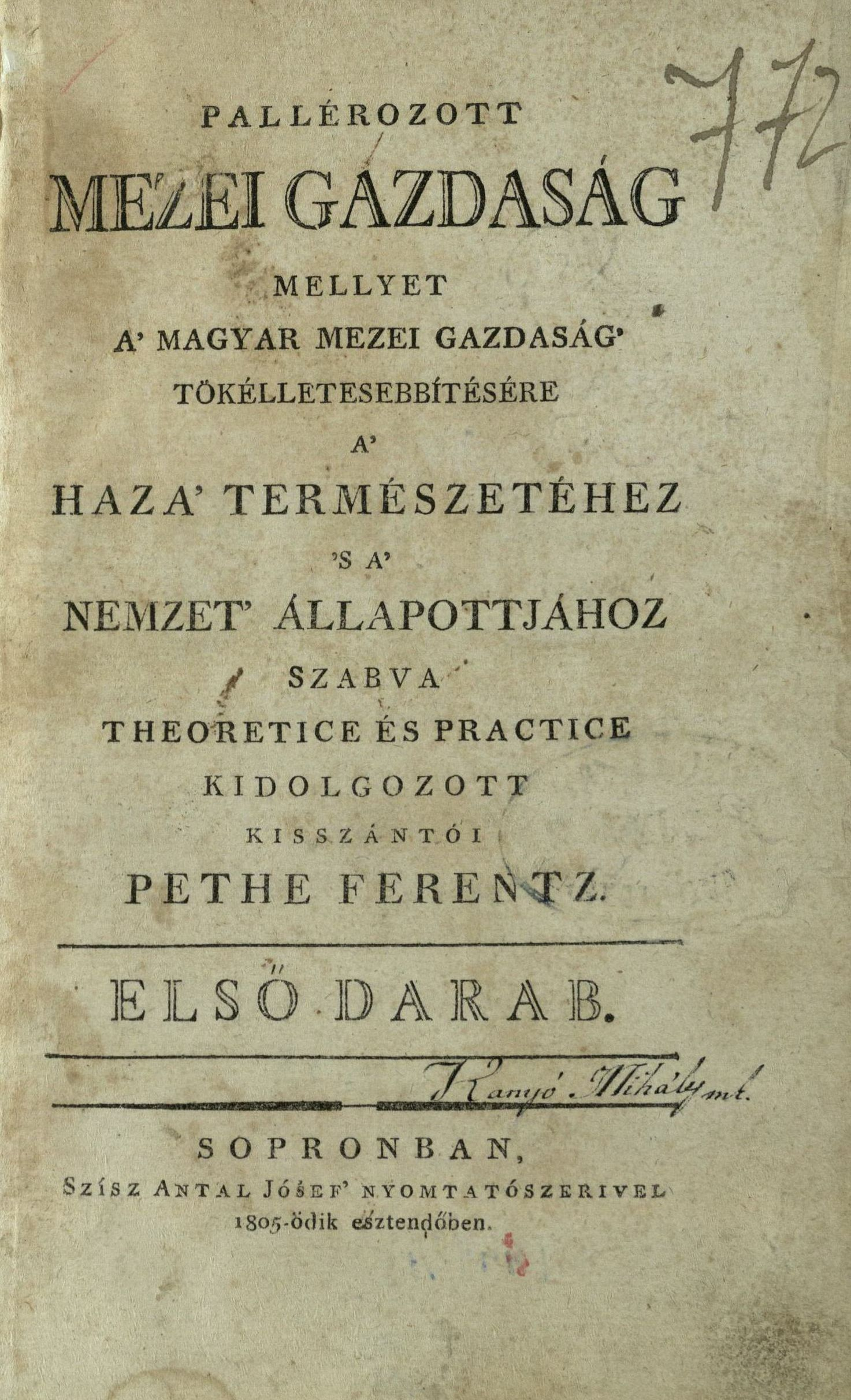
Pallérozott mezei gazdaság című művének első oldala, 1805
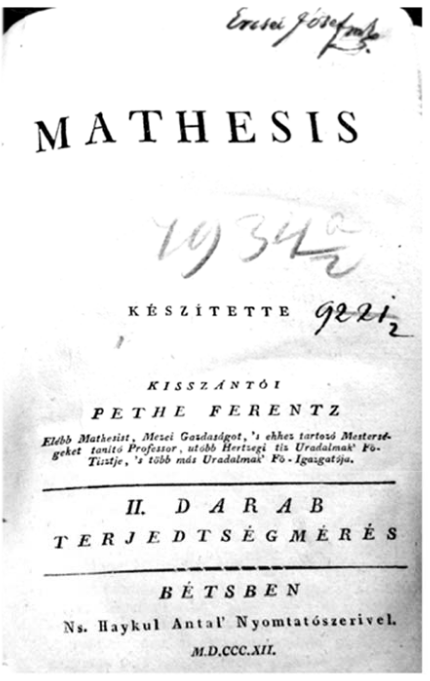
Mathesis című könyve 1812-ből
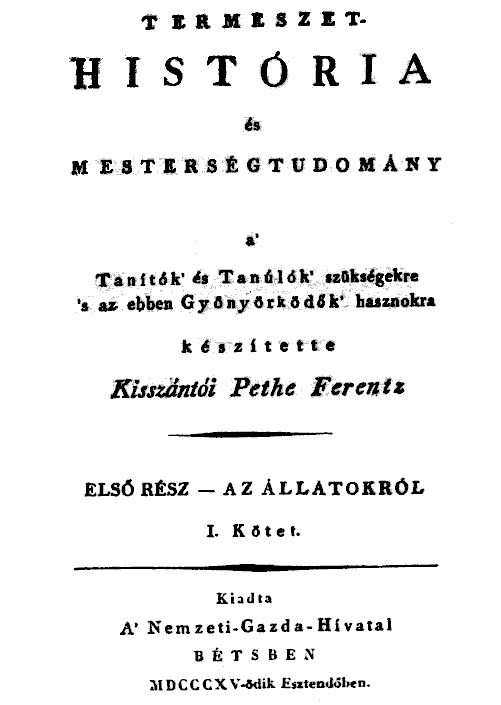
Természethistória, 1815

## Emlékezete

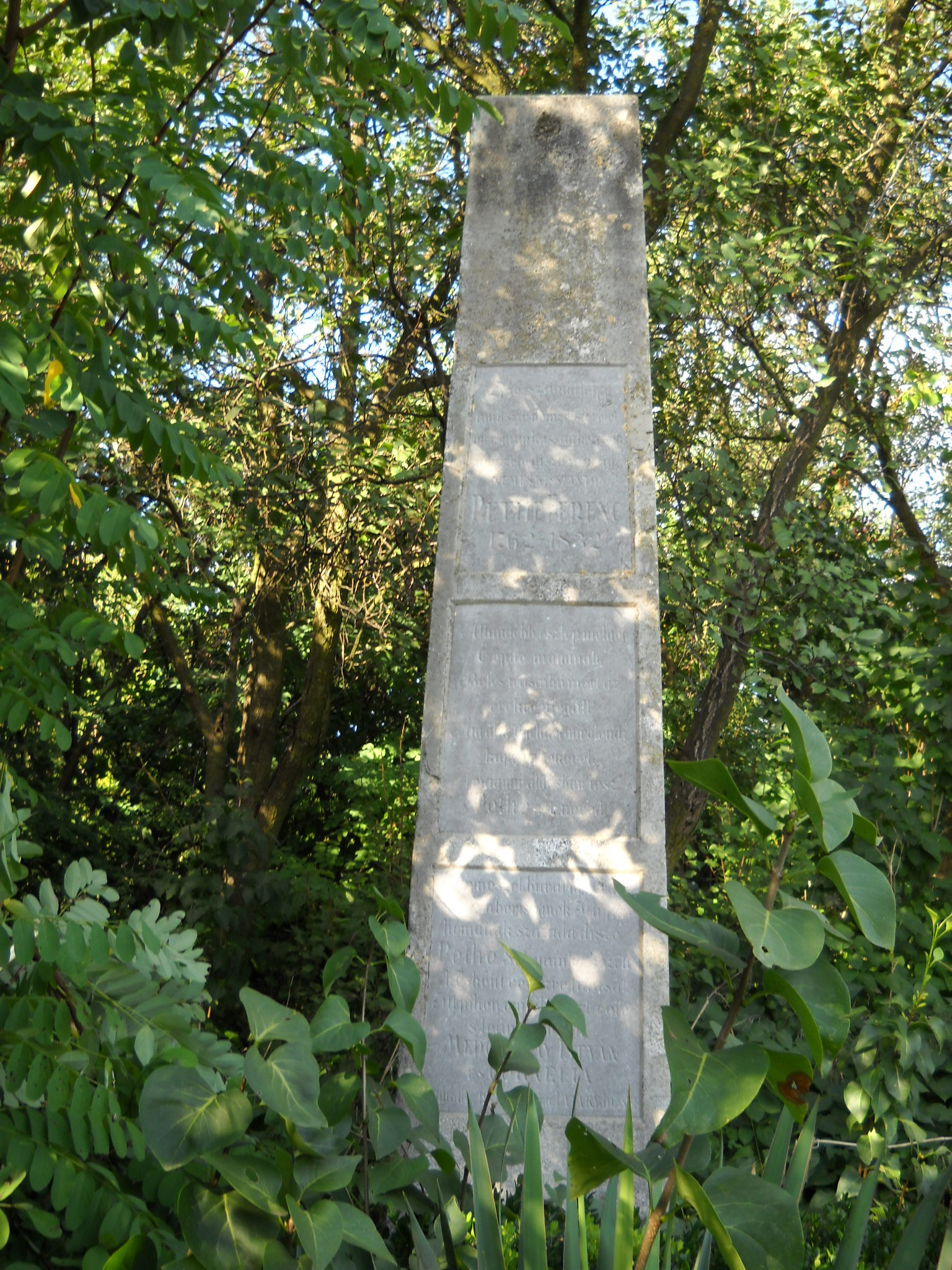
Háromméteres síremléke Szilágysomlyón

Pethe Ferenc mellszobra megtalálható az Földművelésügyi és Vidékfejlesztési Minisztérium árkádja alatt (Budapest), valamint a Városligetben, a Magyar Mezőgazdasági Múzeum délkeleti oldalában lévő sétányon. Gödöllőn egy domborművet helyeztek el az emlékére (Madarassy Walter alkotása).